# Gambusia alvarezi
Gambusia alvarezi là một loài cá thuộc họ Poeciliidae. Nó là loài đặc hữu của México.